# Roseanne (televisieserie)
Roseanne is een Amerikaanse televisieserie van ABC, die van 1988 tot 1997, en in 2018 liep, en ook in Nederland (door de NCRV en later SBS6) werd uitgezonden.

## Inhoud
De serie gaat over een gezin dat te kampen heeft met opgroeiende tieners, geldproblemen, werkloosheid, huwelijksproblemen en schoonouders. Vader Dan en moeder Roseanne Conner vormen de spil van het gezin, tevens bestaande uit dochter Becky, dochter Darlene en zoon DJ. Een andere prominente rol is weggelegd voor Jacky, de zus van Roseanne.
De serie was voor hoofdrolspeler John Goodman de katalysator van zijn carrière. Er werden 222 afleveringen gemaakt in negen seizoenen.
In 2017, 21 jaar na het eindigen van de serie, bestelde ABC een tiende seizoen van 9 afleveringen. De eerste werd uitgezonden op 27 maart 2018.
In deze 'reboot' zijn de hoofdrolspelers twintig jaar ouder. De problemen van de Amerikaanse onderklasse, zoals werkloosheid en geldgebrek, blijven een rol spelen maar zijn nu geactualiseerd. Zo wordt meermaals verwezen naar (de campagne van) Donald Trump, maar bijvoorbeeld ook naar nepnieuws en gendertwijfel bij kinderen.
Eind mei 2018 maakte ABC een einde aan Roseanne, omdat Roseanne Barr op Twitter een bericht deelde over de toenmalige adviseur van voormalig president Barack Obama, Valerie Jarrett, dat door sommigen als racistisch werd beschouwd.

## Rolverdeling
- Roseanne Conner – Roseanne Barr
- Dan Conner – John Goodman
- Jackie Harris – Laurie Metcalf
- Darlene Conner – Sara Gilbert
- Becky Conner – Lecy Goranson en Sarah Chalke (2 seizoenen)
- DJ (David Jacob) Conner – Michael Fishman
- Arnie Thomas – Tom Arnold
- Ed Conner – Ned Beatty
- Booker Brooks – George Clooney
- David Healy – Johnny Galecki
- Mark Healy – Glenn Quinn
- Fred – Michael O'Keefe

## Dvd
Alle negen seizoenen zijn op dvd verschenen.